# Progressive Federal Party
De Progressive Federal Party (Afrikaans: Progressiewe Federale Party, Nederlands: Progressieve Federale Partij), was een liberale Zuid-Afrikaanse partij (1977-1987) die gekant was tegen het Apartheidsbewind.

## Geschiedenis

### Oprichting
De Progressive Federal Party (PFP) kwam op 5 september 1977 na een fusie van de links-liberale Progressive Reform Party (in 1976 ontstaan na een fusie van de Progressive Party en de Reform Party) en het gematigd liberale Committee for a United Opposition. Deze laatste organisatie ontstond op 29 juni 1977 na het opgaan van de traditionele oppositiepartij United Party in de New Republic Party en een aantal parlementariërs van de United Party zich bij de New Republic Party weigerden aan te sluiten. Colin Eglin, tot dan toe partijleider van de Progressive Reform Party, werd gekozen tot leider van de PFP en fractievoorzitter. Harry Schwarz, tot voor kort voorzitter van de PRP, werd voorzitter van de Federale Uitvoerende Raad (d.i. partijvoorzitter). In 1979 werd Eglin als leider en fractievoorzitter opgevolgd door dr. Frederik van Zyl Slabbert.

### Standpunten
De PFP presenteerde zich als het alternatief voor de regerende Nasionale Party van premier B.J. Vorster. De partij streefde naar de opheffing van apartheid en gelijke kansen voor iedereen. Een nieuwe federale grondwet moest de verschillende volken gelijke rechten geven als reactie op het streven van de regering om thuislanden op te richten voor de zwarte bevolking. In 1978 aanvaardde de partijleiding een voorstel om te streven naar invoering van algemeen kiesrecht
De partij kon rekenen op de steun van veel Engelstalige blanken en een deel van de verlichte Afrikaners. De partij werd fel beschimpt door conservatieve blanken (voorstander van apartheid).

### 1977-1989
Bij de parlementsverkiezingen van 30 november 1977 behaalde de partij 17 zetels en werd daarmee de grootste oppositiepartij. Bij de parlementsverkiezingen 1981 wist de partij haar zetelaantal bijna te verdubbelen. In het begin van de jaren 80 verzette de PFP zich fel tegen de grondwetswijziging welke de invoering van een driekamerparlement beoogde en verdere segregatie in de hand werkte. In 1983 stemde echter het overgrote deel van het blanke kiezerskorps bij een referendum vóór de grondwetswijziging.
In 1986 maakte de partij een crisis door toen dr. Frederik van Zyl Slabbert, fractievoorzitter van de PFP in de Volksraad aftrad omdat hij tot de conclusie was gekomen dat het parlement in de huidige omstandigheden geen enkele invloed bezat om de situatie in het land te veranderen. Kort hierop nam dr. Zach de Beer het leiderschap van de partij op zich.
In 1987 leed de partij een flinke nederlaag en kwam op 20 zetels (-6). De partij werd als grootste oppositiepartij ingehaald door de extreemrechtse Konserwatiewe Party van dr. Andries Treurnicht (23 zetels). Na de verkiezingsnederlaag stelden veel PFP-parlementariërs zichzelf de vraag of parlementaire oppositie in het blanke parlement (Volksraad) in de huidige situatie nog enig nut had. Een aantal van hen sloot zich daar bij de New Democratic Movement.

### Democratic Party
Op 8 april 1989 smolten de PFP, de Independent Party (Onafhankelijke Partij) van Denis Worrall en de Nasionale Demokratiese Beweging van Wynand Malan samen tot de Democratic Party/Demokratiese Party (Democratische Partij, DP).

## Voorzitters en partijleiders
| Voorzitters                   | Voorzitters |
| Naam                          | periode     |
| ----------------------------- | ----------- |
| Dr. Harry Schwarz             | 1977 - 1979 |
| ...                           | ...         |
| Partijleiders                 |             |
| Naam                          | periode     |
| Dr. Colin Eglin               | 1977 - 1979 |
| Dr. Frederik van Zyl Slabbert | 1979 - 1986 |
| Dr. Zach de Beer              | 1986 - 1989 |

## Bron
- Historical Dictionary of South Africa, door: Christopher Saunders, 1983, blz. 141

## Verwijzingen
1. ↑  Historical Dictionary of South Africa, door: Christopher Saunders, 1983, blz. 141
2. ↑  Grote Winkler Prins Jaarboek 1987, door: red. Winkler Prins, blz. 319